# 순네시

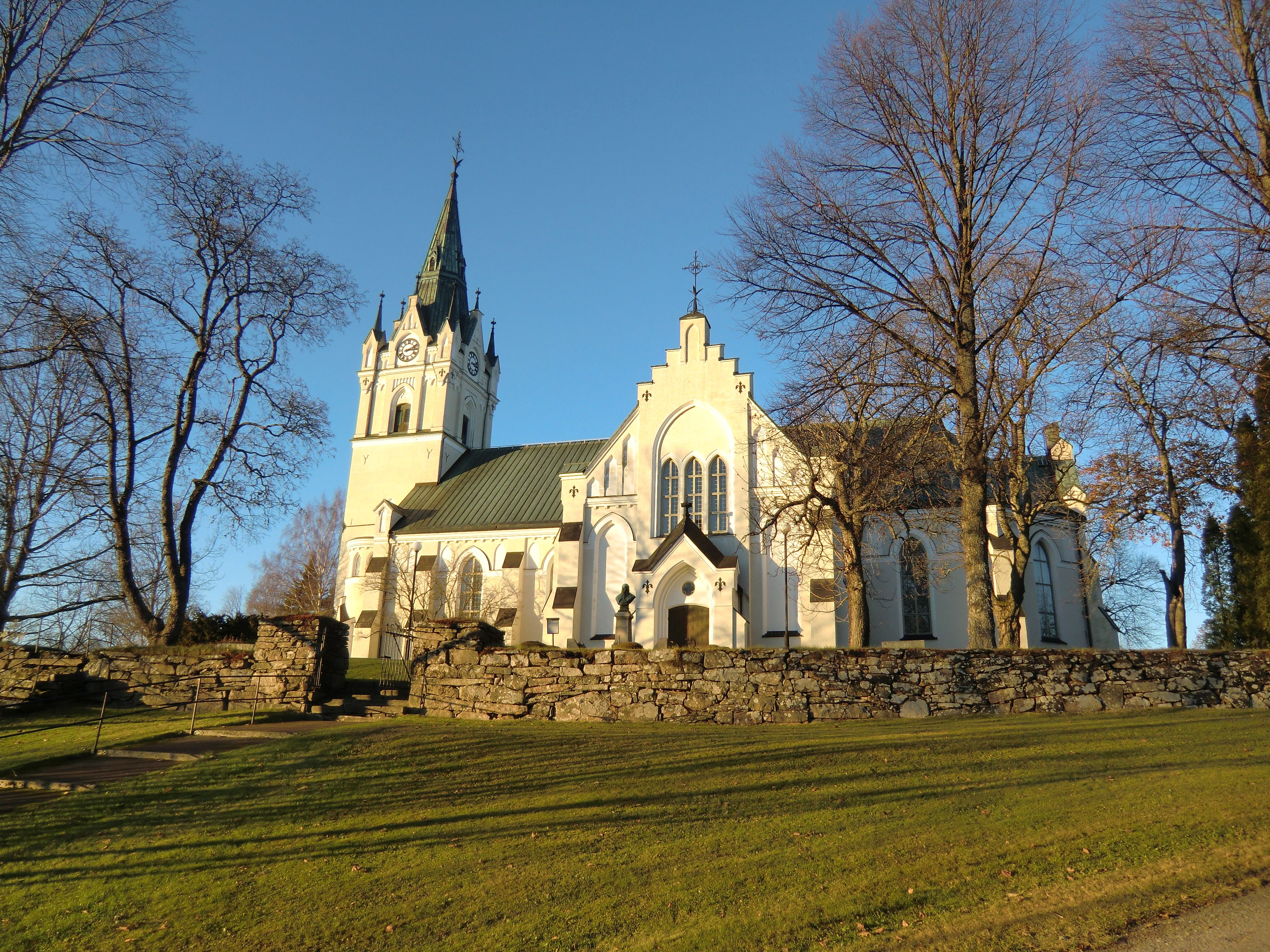
순네 교회

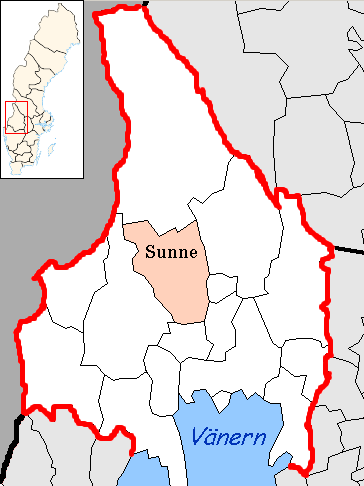
순네 시의 위치

순네시(스웨덴어: Sunne kommun)는 스웨덴 베름란드주에 위치한 지방 자치체로 행정 중심지는 순네이며 면적은 1,448.25km2, 인구는 13,425명(2016년 12월 31일 기준), 인구 밀도는 9.3명/km2이다.

시 문장